# Žinčica
La žinčica (en slovaque) est une boisson à base de petit lait de brebis similaire au kéfir et consommé principalement en Slovaquie et en Pologne sous le nom de żętyca. C'est un sous-produit de la fabrication des fromages bryndza et bundz. 
La žinčica est un fermenté des bactéries lactiques suivantes : Lactobacillus casei, Lactobacillus plantarum, Lactococcus lactis et Leuconostoc mesenteroides.
Depuis le 1er février 2008, la boisson fait partie de la liste de produits traditionnels polonais en tant que produit laitier de la voïvodie de Silésie. Depuis 2015, le label Žinčica Salašnícka certifie l'authenticité des Žinčicas dans le commerce.
Traditionnellement, elle accompagne le bryndzové halušky et est servie dans une tasse en bois nommée črpák.

## Noms usuels
Cette boisson — qui est connue sous le nom slovaque de žinčica — est aussi connue sous le nom de žinčice en tchèque, żętyca en polonais et zyntyco en goralic.